# Donatan
Donatan (n. Witold Marek Czamara, 2 septembrie 1984, Cracovia, Polonia) este un muzician polonez, producător muzical și inginer de sunet.

## Biografie
El a început să producă muzică în anul 2002, odată cu albumul de debut "Brudne posudnie", lansat în 2007. Donatan a fost de multe ori criticat pentru promovarea panslavismului, păgânismului, satanismului, recomandând Armata Roșie, precum și pentru promovarea simbolurilor comuniste, inclusiv secera și ciocanul. 
În anul 2013 a fost nominalizat împreună cu Cleo la categoria Best Polish Act din cadrul MTV Europe Music Awards .

## Eurovision 2014
În data de 25 februarie 2014, operatorul polonez de radio Telewizja Polska (TVP) a anunțat că Donatan împreună cu Cleo vor reprezenta Polonia la Concursul Muzical Eurovision 2014 din Copenhaga, Danemarca, cu melodia "My Słowianie". Între 2005 și 2011, Polonia nu a reușit să se califice în finală decât o singură dată, iar ulterior țara s-a retras de la edițiile din 2012 și 2013. Donatan și Cleo au terminat pe locul 14 în finală, cu 62 de puncte, cel mai bun rezultat al Poloniei din 2003 încoace.

## Discografie

### Albume de studio
- Równonoc. Słowiańska dusza (2012)
- Hiper Chimera (2014)

### Single-uri
| Titlu                                                              | An   | Poziția în clasament | Poziția în clasament | Album                      |
| Titlu                                                              | An   | POL                  | POL New              | Album                      |
| ------------------------------------------------------------------ | ---- | -------------------- | -------------------- | -------------------------- |
| "Nie lubimy robić" (feat. Borixon & Kajman)                        | 2012 | —                    | 1                    | Równonoc. Słowiańska dusza |
| "Niespokojna dusza" (feat. Chada, Słoń & Sobota)                   | 2012 | —                    | —                    | Równonoc. Słowiańska dusza |
| "Z dziada-pradziada" (feat. Trzeci Wymiar)                         | 2012 | —                    | —                    | Równonoc. Słowiańska dusza |
| "Z samym sobą" (feat. Sokół)                                       | 2012 | —                    | —                    | Równonoc. Słowiańska dusza |
| "Nie lubimy robić (Remixy)"                                        | 2013 | —                    | —                    | Non-album single           |
| "My Słowianie" (cu Cleo)                                           | 2013 | 2                    | 2                    | Hiper Chimera              |
| "Cicha woda" (cu Cleo feat. Sitek)                                 | 2014 | 11                   | 1                    | Hiper Chimera              |
| "Slavic Girls" (cu Cleo)                                           | 2014 | —                    | —                    | Non-album single           |
| "Slavica" (cu Cleo)                                                | 2014 | —                    | —                    | Hiper Chimera              |
| "My Słowianie Remixes" (cu Cleo)                                   | 2014 | —                    | —                    | Non-album single           |
| "Slavic Girls Remixes" (cu Cleo)                                   | 2014 | —                    | —                    | Non-album single           |
| "Ten czas" (cu Cleo feat. Kamil Bednarek)                          | 2014 | —                    | —                    | Hiper Chimera              |
| "Brać" (cu Cleo feat. Enej)                                        | 2014 | —                    | 1                    | Hiper Chimera              |
| "—" denotă că single-ul nu s-a clasat în top sau nu a fost lansat. |      |                      |                      |                            |